# 9K121旋風反坦克導彈
9K121「旋風」（俄語：9К121 «Вихрь»；以下簡稱為「旋風」）是一款由前苏联設計局KBP儀器設計廠所研製及生產的第四代雷射乘波導引制導式反坦克导弹系統，9K121是俄罗斯国防部火箭炮兵装备总局（GRAU）的代號；而北約代號為AT-16「青蔥」（英語：AT-16 Scallion）。其導彈本身被稱為9M127「渦流」 。
「旋風」可從軍艦、卡-50「黑鯊」與卡-52「鱷魚」攻击直升机和苏-25T/TM「蛙足」攻击机以上發射。
儘管是由不同公司研發的不同武器系統，但「旋風」系統經常與9M120「衝鋒」系統相互混淆。後者由科洛姆納機械設計局所設計，並且由V.A.捷格加廖夫工廠所生產。

## 歷史
「旋風」是由前蘇聯所研製，作為美國AGM-114「地獄火」的對應武器。1980年，KBP儀器設計廠的開始其研發工作。1985年，第一批原型準備部署。1992年，「旋風」在范堡罗航展上首度公開展示。同卡-50「黑鯊」系列，由於當時俄羅斯聯邦軍隊的經濟狀況不佳，只有少數人可以參與「旋風」的測試。2014年，「旋風」系列開始批量生產；2015年，第一批成品交付給俄羅斯聯邦軍隊。

## 描述
「旋風」旨在打擊重要的地面目標，其中包括配備了內置式和附加式爆炸反應裝甲的裝甲目標，這樣日間時從直升机上發射時的射程最少可達8,000公尺、固定翼飛機發射時可達10,000公尺、而夜間時從兩者發射時都降至5,000公尺；而另一個用途是在防空器材的行動條件以下的空中目標。
「旋風」存放在一根玻璃纖維強化塑料管當中，而該管也起著其發射器的作用。「旋風」亦以「聯盟」NPO固體燃料火箭作為其发动机。啟動時，一發小型發射裝藥會將導彈射出發射管。剛離開發射管子后，「旋風」會展開其折疊式前翼並點燃火箭發動機。火箭发动机的噴嘴位於導彈的左右兩側。導彈的頂部是其近炸引信。
「旋風-1」導彈是「旋風-M」系統的一部分，該系統還包括自動瞄準器和可壓縮的發射器。1990年時獲採用。
「旋風」的自動瞄準器配備了用於目標瞄準的自主追蹤和紅外頻道、用於導彈控制的激光束頻道、激光測距儀、自動目標追踪組件、數字計算機以及瞄準具和光束頻道的瞄準及穩定系統。自動瞄準器提供日間和夜間的目標探測和識別、自動目標追蹤和導彈制導，並為火器和火箭發射生成精準確實的信息。「旋風」是由一枚裝有近炸及接觸引信、空氣動力控制致動器、電子控制裝置、電动机和激光探測器的串聯式高爆反坦克破片彈頭所組成。它被保存在密封的發射及運輸容器以內。
多用途彈頭（由兩級高爆反坦克彈頭和附加式破片套所組成）使得該導彈可以用來對付裝甲、空降和表面三種目標。相比於使用9M120「衝鋒」時需要攜帶由三款不同的導彈型號所組成複雜組合對付各個目標，這多用途彈頭可是一個優勢。使用近炸引信可以實現近5米的誤差，並且可以打擊速度500米／秒的空中目標。
與AGM-114「地獄火」不同在於，「旋風」採用雷射乘波導引系統。這個激光束控制系統會將各項數據傳輸給正在推進的過程當中的導彈彈體，並且提供精確的制導，讓導彈在飛行過程中保持在激光束以內；而這在尋的系統當中卻是被排除的。「旋風」的導彈控制系統亦具有較為高強的抗热诱饵弹與雷達干擾能力，因為它的信號接收器位於導彈的尾部、面向信號發出雷達，從而保護它免受干擾信號所干擾。但也只能選擇直接攻擊目標表面，頂部攻擊是「旋風」所不可能輕易達到的事。
自動目標追蹤系統和高度精確的導彈控制系統為其高度精確的目標命中概率（生產商報告指出對固定目標為0.95）帶來了重大貢獻，而這兩個系統亦可讓其在發射過程中改變雷達和目標的參數。
「旋風」可以單獨或成對發射（後者在相同目標下增加致命性）。導彈以超音速飛行，高飛行速度使其能夠迅速打擊目標，並減少在敵方防空區域內發現發射的直升機或飛機所花費的速度，相應地可增加我方的生存性。該系統能夠在30秒以內對準2至4個目標、並在10,000公尺範圍以內發射「旋風」，這將其殺傷力提高到早期系統的三至四倍。
「旋風」的價格亦比西方同類武器、甚至其同原產國的9M120「衝鋒」便宜得多。每枚「旋風」的售價為$28,300、9M120「衝鋒」為$50,000，而AGM-114「地獄火」則是$110,000。

## 型號
- 9K121「旋風」（AT-16「青蔥」）：基本型，1985年研發。
  - 9M127／9A4172「渦流」，配用導彈。射程8,000—10,000公尺（8,748.91—10,936.13码，26,246.72—32,808.40英尺，4.79—6.21英里），單一锥形装药。貫穿900毫米（35.43英吋）的軋壓均質裝甲。
- 9K121M「旋風-M」：現代化型號，2012年起的主要量產版本。
  - 9M127K／9A4172K「渦流-1」，配用導彈，改進型號。延長射程至12,000—15,000公尺（13,123.36—16,404.20碼，39,370.08—49,212.60英尺，7.46—9.32英里），串聯式高爆反坦克破片彈。裝甲貫穿力增至1,200毫米（47.24英吋）的軋壓均質裝甲。
- 9K121K「旋風-K」：海軍版本，可以從水上飛機和軍艦發射。

## 使用國

### 現在的使用國
- 俄羅斯：俄羅斯聯邦軍隊：從武裝直升機到攻击机以上廣泛操作使用。

## 資料來源
1. ↑  , RU: Narod,   [2018-03-03], （原始内容存档于2019-05-23）.
2. ↑  .   [2018-03-03]. （原始内容存档于2016-06-01）.
3. ↑  .   [2018-03-03]. （原始内容存档于2017-09-13）.
4. ↑  .   [2018-03-03]. （原始内容存档于2016-06-01）.
5. ↑  , RU: Air war,   [2018-03-03], （原始内容存档于2018-10-21）.
6. ↑  .   [2018-03-03]. （原始内容存档于2018-03-28）.
7. ↑  . Arms-Expo. RU: Информационное агентство «Оружие России».   [2013-03-30]. （原始内容存档于2012-04-25） （俄语）.
8. ↑  , RU: Factoria,   [2018-03-03], （原始内容存档于2019-04-03）.
9. ↑  （俄文） Artillery （页面存档备份，存于）
10. ↑  Das Panzerabwehr-Lenkwaffensystem AT-16. DTIG – Defense Threat Informations Group, Januar 1997
11. ↑  .   [2018-03-03]. （原始内容存档于2016-03-08）.
12. ↑  .   [2018-03-03]. （原始内容存档于2016-03-03）.

- Russia's Arms Catalog 2004
- Jane's Air Launched Weapons, Issue thirty six.
- www.airwar.ru（页面存档备份，存于）

## 外部連結
- （英文）—Ataka-V VIKhR 9M120 (AT-16) Anti-Tank Guided Missile（页面存档备份，存于）
- www.airwar.ru（页面存档备份，存于）